# خوان أرناو
خوان أرناو (بالإسبانية: Juan Arnau)‏ هو فيلسوف إسباني، ولد في 28 أبريل 1968 في بلنسية في إسبانيا.

## وصلات خارجية
- الموقع الرسمي